# Copacabana (filme de 1947)
Copacabana é um filme estadunidense de comédia musical de 1947, dirigido por Alfred E. Green e estrelado por Groucho Marx e Carmen Miranda. O título faz referência à famosa boate homônima em Nova York, onde várias cenas do filme se passam.

## Sinopse
Em Nova York, Lionel Q. Devereaux (Groucho Marx) e sua namorada Carmen Novarro (Carmen Miranda) têm 24 horas para pagar uma conta de hotel. Lionel, posando como agente teatral, convence o produtor Steve Hunt (Steve Cochran) a levar Carmen para um teste no Club Copacabana. Quando o produtor pergunta se ele não tem outros artistas sob contrato, ele diz que vai trazer Fifi, vinda de Paris, ou seja, a mesma Carmen Novarro em papel duplo. O produtor contrata ambas as cantoras. Fifi faz muito sucesso e um produtor de Hollywood tenta contrata-la. Da confusão surgida entre as duas cantoras gira a história, até que Lionel inventa uma briga e diz que encontrou Fifi morta no rio. Durante o interrogatório, Lionel confessa que inventou Fifi. Quando Carmen aparece, descobre-se que ela e Fifi eram a mesma pessoa. Um produtor de Hollywood interessa-se em contratar a cantora e fazer da história um filme, do qual Lionel receberá todos os créditos. O filme começa com uma música sobre o Club Copacabana.

## Elenco
- Groucho Marx — Lionel Q. Deveraux
- Carmen Miranda — Carmen Novarro / Mademoiselle Fifi
- Steve Cochran — Steve Hunt
- Andy Russell — Ele mesmo
- Gloria Jean — Anne Stuart
- Abel Green — Ele mesmo (colunista)
- Louis Sobol — Ele mesmo (colunista)
- Earl Wilson — Ele mesmo (colunista)
- Ralph Sandford — Liggett, agente
- DeCastro Sisters — Elas mesmas

## Produção

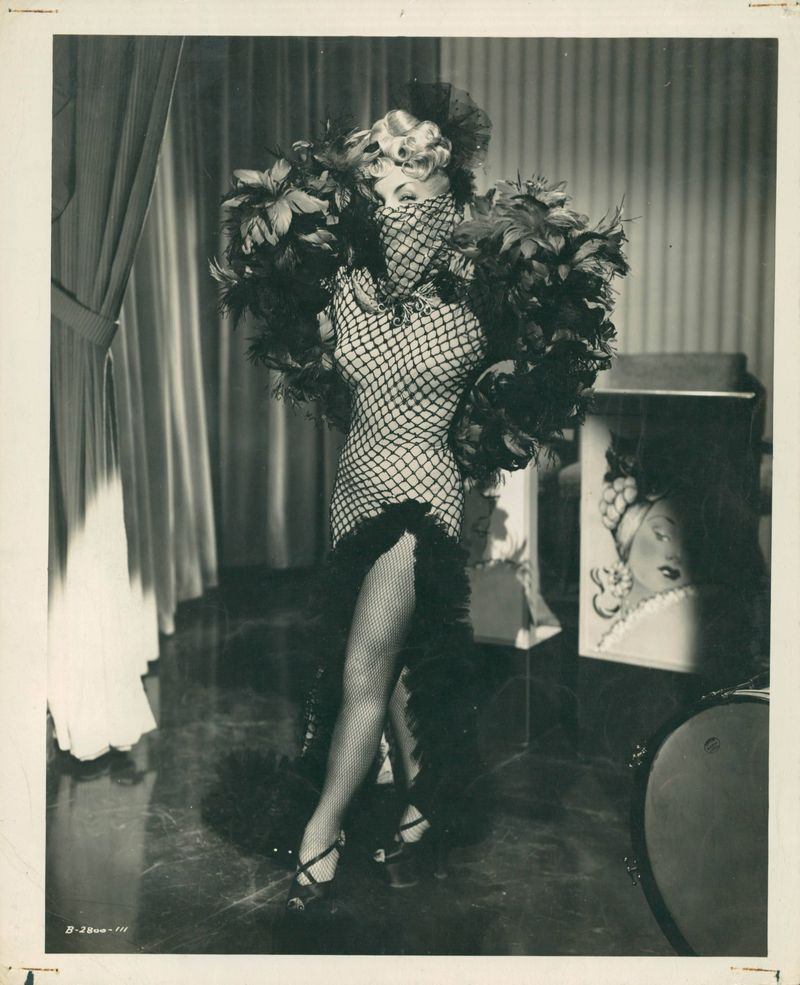
Carmen Miranda como Mademoiselle Fifi no filme Copacabana.

A ideia de Copacabana surgiu quando os diretores da United Artists sugeriram a Sam Coslow que a empresa deveria produzir alguns filmes musicais. Coslow negociou com George Frank, representante de Carmen Miranda, e os dirigentes da famosa boate de Nova York, Copacabana, de propriedade de Monty Proser e Walter Bachelor. Decidiu-se que Carmen estaria no filme, com a boate como pano de fundo. Sam Coslow escreveu o enredo, e David Hersh se tornou um dos investidores, financiando 65% do orçamento de US$ 1.300.000,00.
Este filme marca a primeira aparição de Groucho Marx sem seus irmãos e também seu último, pois após as gravações ele faria apenas participações especiais antes de iniciar sua carreira na televisão. Em 1946, Carmen Miranda comprou seu contrato com a 20th Century Fox, buscando romper com o estereótipo de "bomba brasileira" que havia sido criado pelo estúdio ao longo dos anos da Política de Boa Vizinhança. Em fevereiro de 1947, Coslow considerou refilmar as cenas em que Carmen aparecia loura, após pedidos de fãs brasileiros, e as cenas foram regravadas para a exibição na América do Sul. Copacabana ainda conta com a participação de escritores da Broadway, como Abel Verdes (editor da Variety), Louie Sobol (do New York Journal-American) e Earl Wilson (do New York Post). Na época da produção, Groucho era casado com Kay Gorcey, que teve um pequeno papel no filme.

## Números musicais
- We've Come to the Copa — The Copa Girls
- Tico-tico no Fubá — Carmen Miranda
- Je Vous Aime — Carmen Miranda
- My Heart Was Doing a Bolero —  Andy Russell
- He Hasn't Got a Thing to Sell —  Andy Russell e Carmen Miranda
- To Make a Hit with Fifi — Carmen Miranda
- Stranger Things Have Happened — Gloria Jean
- Go West, Young Man —  Groucho Marx
- Let's Do The Copacabana —  Carmen Miranda

## Lançamento
O filme foi lançado nos Estados Unidos em 30 de maio de 1947, alcançando sucesso moderado.

## Recepção da crítica
A crítica de Bosley Crowther sobre Copacabana no New York Times é bastante negativa. Ele começa dizendo que o filme segue a fórmula típica de filmes de boate de Hollywood, com cenários clichês, números musicais e personagens superficiais. A principal atração do filme é Groucho Marx, que, sem seus irmãos e sem o bigode, interpreta um agente de um artista em um enredo absurdo. Crowther elogia a capacidade de Groucho de fazer o melhor com o material limitado, mas destaca que a falta de sua habitual companhia (os irmãos Marx) enfraquece a comédia, deixando o filme sem o brilho que caracteriza seus trabalhos anteriores.
Carmen Miranda, que interpreta duas personagens no filme, é mencionada como uma parceira de Groucho, mas sua performance como cantora se limita a fazer caretas e interpretar papéis exagerados. Outros atores como Steve Cochran, Gloria Jean e Andy Russell contribuem com uma subtrama romântica desinteressante, e o número de "Copa Girls" é descrito como sem emoção. Crowther conclui que, apesar das tentativas de manter o filme animado, ele carece de originalidade e energia, com um elenco que não consegue salvar a trama.
Tina Hassannia, da Slant Magazine, atribuiu 2,5 de 5 estrelas ao filme e o descreveu como um musical irreverente que mistura amor e ódio ao show business. Embora seja uma história estereotipada de ascensão social, o filme se destaca por seu sarcasmo e crítica à falsidade e às artimanhas necessárias no mundo do entretenimento. O filme critica sutilmente o orientalismo em Hollywood, abordando como Miranda foi frequentemente percebida através do olhar do "Outro", enquanto seu talento real era ofuscado pela persona exótica que lhe era atribuída. A crítica também menciona que o filme, apesar de suas piadas engraçadas e boas músicas, é uma fantasia escapista, refletindo a realidade do showbiz e as dificuldades de artistas como Miranda, cujas carreiras estavam em declínio na época. A presença de Groucho Marx, com seus famosos non sequiturs, adiciona humor, mas também serve como fachada para uma crítica mais profunda. O filme é descrito como uma mistura de sarcasmo, adulação e doçura, sendo às vezes desmiolado, mas suficientemente divertido.
A crítica do Canal AMC descreve o filme como um musical pastelão peculiar, com Groucho Marx e Carmen Miranda formando uma combinação inusitada. A crítica destaca que, sem a companhia dos irmãos Marx, Groucho perde parte de sua energia,  ficando um pouco "ralo" quando não está fazendo suas típicas piadas afiadas. O texto também aponta que os números musicais dominam o filme, e a subtrama romântica envolvendo personagens secundários, ocupa uma parte significativa da narrativa, tornando a segunda metade do filme mais enfadonha. A performance dupla de Miranda (interpretando duas personagens diferentes) é divertida por um curto período, mas a crítica sugere que esse material é suficiente apenas para preencher um episódio de sitcom. Apesar disso, a crítica ressalta que Groucho Marx ainda está "no topo de seu jogo" com suas réplicas espirituosas, especialmente considerando o elenco menos impressionante ao seu redor. No final, a crítica conclui que o filme tem seus momentos de diversão, mas é, em grande parte, um espetáculo de entretenimento superficial.
A crítica escrita por Rianne Hill Soriano para o Yahoo!, aponta que Copacabana pode parecer bobo e cafona aos padrões modernos de musicais, mas possui uma certa atratividade devido à sua produção da época e ao charme inesperado de algumas de suas cenas cômicas e musicais. Embora o filme envelheça de forma previsível, sua energia e ritmo mantêm-no surpreendentemente divertido, especialmente para fãs de musicais antigos e comédias clássicas.

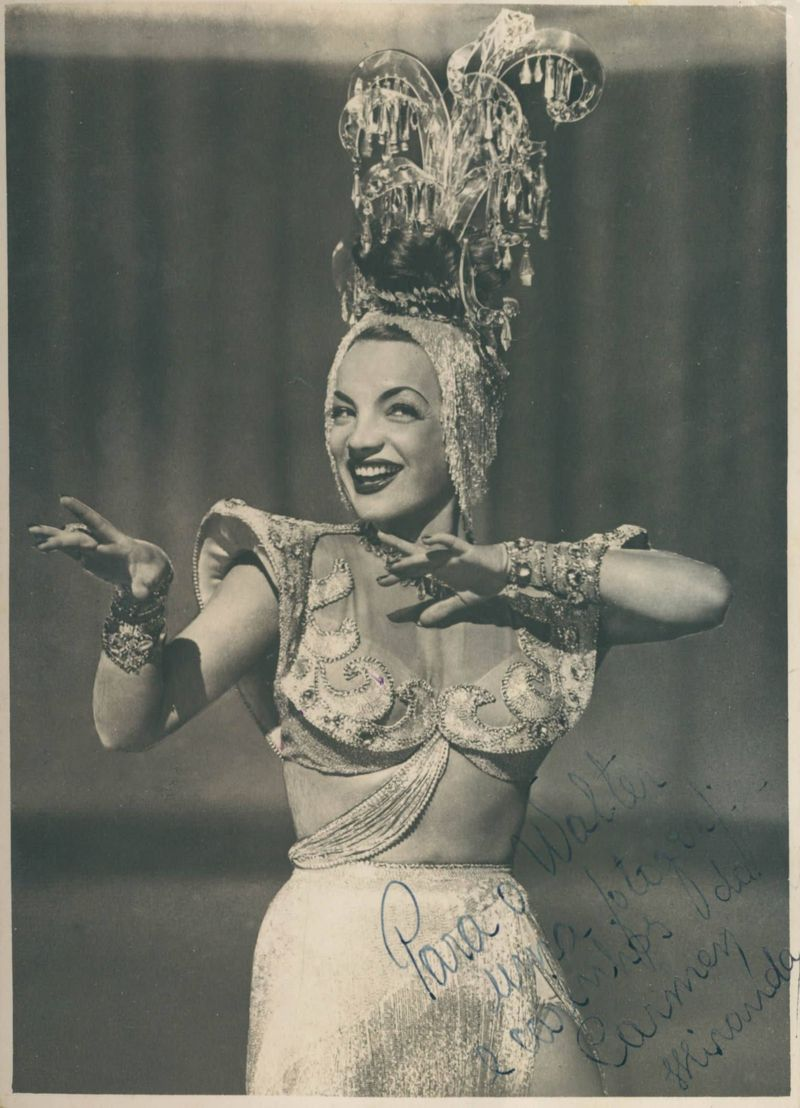
Carmen Miranda como Carmen Navarro no filme Copacabana.

A crítica de Craig Butler para o AllMovie descreve-o como um filme "monótono e prosaico", apesar do talento dos protagonistas, Carmen Miranda e Groucho Marx. Butler sugere que a ideia de juntar esses dois ícones poderia ser algo muito mais interessante. No entanto, ele acredita que, embora as estrelas não decepcionem, seus talentos são subutilizados em um filme que carece de energia e originalidade, resultando em uma experiência cinematográfica sem grandes destaques. O crítico destaca que o filme se arrasta de forma previsível e carece de elementos que o tornem verdadeiramente especial ou memorável.
Sérgio Augusto escreveu na Folha de S. Paulo como Copacabana é filme decepcionante, especialmente para os fãs de Carmen Miranda. Em vez de um clássico memorável, o filme é visto como uma chanchada insípida, com uma trama cheia de clichês e produções de baixo nível. Augusto critica a direção de Alfred E. Green, um cineasta que ele considera burocrático e sem brilho, e a produção de Sam Coslow, o compositor das canções do filme, que são, na maioria, descritas como atrozes. Ele também menciona a presença de falsos sambas e o fato de que Carmen Miranda é forçada a cantar até em francês, interpretando uma personagem francesa, Mademoiselle Fifi, em um papel que parece mais uma caricatura do que uma performance autêntica. A parceria de Groucho Marx com Carmen Miranda, embora potencialmente interessante, é descrita como subaproveitada, o que torna o filme monótono, embora ainda haja alguma graça nas piadas e nas interações entre os dois protagonistas. Em termos de música, "Tico-Tico no Fubá" é a única música que se salva entre tantas canções fracas, que incluem números como "How to Make a Hit with Fifi" e "I Haven't a Thing to Sell". Por fim, a crítica lamenta que o filme não tenha vivido à altura das expectativas, oferecendo um espetáculo sem a energia e a magia que se poderia esperar de um filme estrelado por Carmen Miranda e Groucho Marx.
No Rotten Tomatoes, Copacabana detém 42% de aprovação do por parte do público, com nota média de 3,2/5.

## Disponibilidade
Em 2003 o filme foi lançado em DVD pela Republic Pictures através da Artisan Entertainment Inc. Em 2013, a Olive Films divulgou um novo DVD e Blu-ray do filme.